# Klaus-Dieter Bieler
Klaus-Dieter Bieler (* 5. Januar 1949 in Braunschweig) ist ein ehemaliger deutscher Leichtathlet, der – für die Bundesrepublik Deutschland startend – Mitte der 1970er Jahre als 100-Meter-Läufer erfolgreich war.

## Karriere
1967 lief Bieler bei den Deutschen Jugendmeisterschaften mit und wurde mit 10,7 s Vizemeister im 100-Meter-Lauf. Die gleiche Zeit erreichte er bei den Deutschen Studentenmeisterschaften 1971. Sein größter Erfolg ist die Bronzemedaille im 100-Meter-Lauf (10,35 s) bei den Europameisterschaften 1974. Er startete auch bei den Olympischen Sommerspielen 1976, wo er im 100-Meter-Lauf und mit der deutschen 4-mal-100-Meter-Staffel jeweils im Zwischenlauf ausschied.
Klaus-Dieter Bieler gehörte dem USC Braunschweig und später dem TV Wattenscheid an, er startete ebenfalls für die Leichtathletikabteilung der Eintracht Braunschweig. In seiner aktiven Zeit war er 1,84 m groß und 78 kg schwer. Er war nach seiner Sportlerkarriere und seinem Referendarexamen am Gymnasium Ina-Seidel-Schule in Braunschweig tätig, wo er Englisch und Sport unterrichtete. 1989 wechselte er kurz vor der Schließung der Schule an das Theodor-Heuss-Gymnasium in Wolfsburg. Dort war er ebenfalls als Englisch- und Sportlehrer, ab 1995 als stellvertretender Schulleiter und von Oktober 2006 bis August 2013 als Schulleiter tätig.